# 화동중학교 (경북)
화동중학교(化東中學校)는 대한민국 경상북도 상주시 화동면 이소리에 있는 공립 중학교이다.

## 학교 연혁
- 1967년 10월 8일 : 상주중학교 화동분교로 인가(가교사 4칸)
- 1970년 3월 1일 : 화동중학교로 인가(6학급)
- 1970년 3월 4일 : 초대 이수극 교장 취임
- 1970년 3월 7일 : 화동중학교 개교
- 1971년 1월 16일 : 제1회 졸업식 거행 (103명 졸업)
- 1999년 3월 1일 : 1학급 감축 (3학급)
- 2021년 2월 9일 : 제51회 졸업식(7명) 졸업생(총 3,603명)
- 2022년 9월 1일 : 제24대 최광식 교장 취임

## 참고 자료
- 화동중학교 - 한국교육학술정보원 학교알리미